# 薩爾旺
萨尔旺（法語：Salvan，法語發音：[salvɑ̃]）是瑞士瓦莱州的一个市镇。该市镇总面积为53.4平方千米，截至2018年12月31日总人口为1,393人。